# Danh sách Tổng thống Afghanistan
Tổng thống Afghanistan hiện là người đứng đầu nhà nước và chính phủ Afghanistan. hệ thống đảng Cộng hòa ở Afghanistan là gián đoạn không liên tục, và chỉ trong 1973 - 1992 (Cộng hòa Afghanistan và Cộng hòa Dân chủ Afghanistan) và 2001 trước khi coi một nước cộng hòa trạng thái, trong khi thời điểm khác Afghanistan hơn vua, Trưởng hoặc Taliban thành viên Cai trị.
Hiến pháp Afghanistan hiện tại đã được Quốc hội Afghanistan thông qua vào tháng 1/2004. Theo hiến pháp mới, Afghanistan có một hệ thống tổng thống. Hiến pháp mới trao cho tổng thống quyền lực rộng lớn về hành chính, quân sự và luật pháp. Sức mạnh của quốc hội tương đối yếu. Điều này gây tranh cãi rất nhiều tại Loya Jirga (Nghị viện) ở Afghanistan. Nhưng cả người nội địa Afghanistan và những người ủng hộ phương Tây đều tin rằng một hệ thống như vậy là chìa khóa để duy trì hòa bình và ổn định ở Afghanistan và cực kỳ cần thiết cho hiện trạng ở Afghanistan.

## Danh sách các tổng thống của Afghanistan
| #                                                                | #    | Tên                               | Tên                                                           | Sinh-Mất             | Bắt đầu              | Kết thúc                                                                                    | Đảng phái                                                                                   |
| ---------------------------------------------------------------- | ---- | --------------------------------- | ------------------------------------------------------------- | -------------------- | -------------------- | ------------------------------------------------------------------------------------------- | ------------------------------------------------------------------------------------------- |
| Tổng thống Afghanistan                                           |      |                                   |                                                               |                      |                      |                                                                                             |                                                                                             |
|                                                                  | 1    | Mohamed Daoud Khan                |                                                               | 1909–1978            | 17 tháng 7 năm 1973  | 27 tháng 4 năm 1978                                                                         | Không (1976年前)                                                                            |
|                                                                  | 1    | Mohamed Daoud Khan                | Đảng Cách mạng Quốc gia Afghanistan (từ 1976)                 | 1909–1978            | 17 tháng 7 năm 1973  | 27 tháng 4 năm 1978                                                                         |                                                                                             |
| Chủ tịch Ủy ban Cách mạng Lực lượng Vũ trang Afghanistan         |      |                                   |                                                               |                      |                      |                                                                                             |                                                                                             |
|                                                                  | 2    | Abdul Kadir                       |                                                               | 1944–2014            | 27 tháng 4 năm 1978  | 30 tháng 4 năm 1978                                                                         | Người lính/Đảng Dân chủ Nhân dân Afghanistan (Khalq faction)                                |
| Chủ tịch Văn phòng Ủy ban Cách mạng Cộng hòa Dân chủ Afghanistan |      |                                   |                                                               |                      |                      |                                                                                             |                                                                                             |
|                                                                  | 3    | Nur Muhammad Taraki               |                                                               | 1917–1979            | 30 tháng 4 năm 1978  | 1979年9月14日                                                                               | Đảng Dân chủ Nhân dân Afghanistan (Khalq faction)                                           |
|                                                                  | 4    | Hafizullah Amin                   | Tập tin:Hafizullah Amin.jpg                                   | 1929–1979            | 1979年9月14日        | 27 tháng 12 năm 1979                                                                        | Đảng Dân chủ Nhân dân Afghanistan (Khalq faction)                                           |
|                                                                  | 5    | Babulak Carmel                    |                                                               | 1929–1996            | 27 tháng 12 năm 1979 | 24 tháng 11 năm 1979                                                                        | Đảng Dân chủ Nhân dân Afghanistan (Parcham faction)                                         |
|                                                                  | 6    | Haji Muhammad Chankani            |                                                               | 1947–2012            | 24 tháng 11 năm 1979 | 30 tháng 9 năm 1987                                                                         | Không                                                                                       |
|                                                                  | 7    | Mohammad Najibullah               |                                                               | 1947–1996            | 30 tháng 9 năm 1987  | 30 tháng 11 năm 1987                                                                        | Đảng Dân chủ Nhân dân Afghanistan (Parcham faction)                                         |
| Tổng thống Afghanistan                                           | 7    |                                   |                                                               |                      |                      |                                                                                             |                                                                                             |
| Mohammad Najibullah                                              | 7    |                                   | 1947–1996                                                     | 30 tháng 11 năm 1987 | 16 tháng 4 năm 1992  | Đảng Dân chủ Nhân dân Afghanistan (Parcham faction) (1990年前)                              |                                                                                             |
| Mohammad Najibullah                                              | 7    | Đảng Dân chủ Nhân dân Afghanistan | 1947–1996                                                     | 30 tháng 11 năm 1987 | 16 tháng 4 năm 1992  |                                                                                             |                                                                                             |
|                                                                  | 8    | Abdul Rahim Khatifa               | Tập tin:Afghanistan arms 1987-1992.svg                        | 1925–2013            | 16 tháng 4 năm 1992  | 28 tháng 4 năm 1992                                                                         | Đảng Dân chủ Nhân dân Afghanistan                                                           |
| Tổng thống Afghanistan                                           |      |                                   |                                                               |                      |                      |                                                                                             |                                                                                             |
|                                                                  | 9    | Sibgatullah Mujadidi              |                                                               | 1925–2019            | 28 tháng 4 năm 1992  | 28 tháng 6 năm 1992                                                                         | Đảng Dân chủ Nhân dân Afghanistan                                                           |
|                                                                  | 10   | Burhanuddin Rabbani               |                                                               | 1940–2011            | 28 tháng 6 năm 1992  | 27 tháng 9 năm 1996                                                                         | Đảng Dân chủ Nhân dân Afghanistan                                                           |
| Hội nghị Hồi giáo của Các tiểu vương quốc Hồi giáo               |      |                                   |                                                               |                      |                      |                                                                                             |                                                                                             |
|                                                                  | 11   | Mullah Mohamed Omar               | liên kết=Special:FilePath/Rewards for Justice Mullah Omar.png | 1959–2013            | 27 tháng 9 năm 2001  | 13 tháng 11 năm 2001                                                                        | Không                                                                                       |
| Chủ tịch công đoàn miền bắc Afghanistan                          |      |                                   |                                                               |                      |                      |                                                                                             |                                                                                             |
|                                                                  | (10) | Burhanuddin Rabbani               |                                                               | 1940–2011            | 27 tháng 9 năm 2001  | 13 tháng 11 năm 2001                                                                        | Hiệp hội Hồi giáo Afghanistan/Cứu rỗi của Mặt trận Hồi giáo Hồi giáo (Liên minh phương Bắc) |
| Tổng thống Chính phủ chuyển tiếp Hồi giáo Afghanistan            | (10) |                                   |                                                               |                      |                      |                                                                                             |                                                                                             |
| Burhanuddin Rabbani                                              | (10) |                                   | 1940–2011                                                     | 13 tháng 11 năm 2001 | 22 tháng 12 năm 2001 | Hiệp hội Hồi giáo Afghanistan/Cứu rỗi của Mặt trận Hồi giáo Hồi giáo (Liên minh phương Bắc) |                                                                                             |
|                                                                  | 11   | Hamid Karzai                      |                                                               | 1957–                | 22 tháng 12 năm 2001 | 19 tháng 6 năm 2002                                                                         | Không                                                                                       |
| 19 tháng 6 năm 2002                                              | 11   | Hamid Karzai                      | 7 tháng 12 năm 2004                                           | 1957–                |                      |                                                                                             | Không                                                                                       |
| Tổng thống Afghanistan                                           | 11   |                                   |                                                               |                      |                      |                                                                                             |                                                                                             |
| Hamid Karzai                                                     | 11   |                                   | 1957–                                                         | 7 tháng 12 năm 2004  | 29 tháng 9 năm 2014  | Không                                                                                       |                                                                                             |
|                                                                  | 12   |                                   |                                                               |                      |                      |                                                                                             |                                                                                             |
| Ashraf Ghani                                                     |      | 1949–                             | 29 tháng 9 năm 2014                                           | Đương nhiệm          | Không                |                                                                                             |                                                                                             |